# Кун Цюань
Кун Цюань (кит. упр. 孔泉, пиньинь Kǒng Quán, родился в ноябре 1955 года) — китайский дипломат.

## Биография
Корнями из провинции Шаньдун.
В 1977—1982 годах — атташе посольства Китая в Бельгии.
В 1982—1984 годах стажировался в Национальной школе администрации во Франции.
В 1985—1995 годах — сотрудник отдела Западной Европы МИД КНР.
В 1996—1999 годах — работник посольства Китая во Франции.
С 1999 года — заместитель начальника отдела Западной Европы МИД КНР.
В 2000—2001 годах работал в Тяньцзине.
В 2001—2006 годах официальный представитель МИД КНР. Некоторые из заявлений, сделанные им в этой должности:
- Китайцы твёрдо стоят на стороне россиян в борьбе с международным терроризмом, сепаратизмом и экстремизмом (2004 год).
- Правительство КНР придерживается принципа «человек прежде всего». Рассматривает курс «ставить на первое место интересы народа» как исходный пункт и конечную цель всей работы (17 апреля 2004 года)[1].
- КНР и КНДР сохраняют традиционные дружественные связи, мы постоянно оказываем северокорейской стороне посильную помощь (1 ноября 2005 года).
- Землетрясение и прочие стихийные бедствия являются общими вызовами перед международным сообществом, решение которых требует его совместных усилий (2005 год).

В 2006—2008 годах — помощник по европейским делам министра иностранных дел КНР.
В 2008—2013 годах — посол Китая во Франции и одновременно в Монако.
В 2013—2015 годах— заместитель ответсекретаря руководящей группы по иностранным делам при ЦК КПК Ян Цзечи.
Великий офицер ордена Почётного легиона, 17 мая 2013 года награждён президентом Франсуа Олландом.